# Lac des Piles
Lac des Piles är en sjö i Kanada.   Den ligger i regionen Mauricie och provinsen Québec, i den sydöstra delen av landet, 260 km nordost om huvudstaden Ottawa. Lac des Piles ligger 165 meter över havet. Arean är 3,4 kvadratkilometer. Den sträcker sig 3,1 kilometer i nord-sydlig riktning, och 4,0 kilometer i öst-västlig riktning.
Omgivningarna runt Lac des Piles är en mosaik av jordbruksmark och naturlig växtlighet. Runt Lac des Piles är det tätbefolkat, med 493 invånare per kvadratkilometer.